# Мирненське сільське поселення (Хабаровський район)
Ми́рненське сільське поселення (рос. Мирненское сельское поселение) — сільське поселення у складі Хабаровського району Хабаровського краю Росії.
Адміністративний центр — село Мирне.

## Населення
Населення сільського поселення становить 3476 осіб (2019; 1732 у 2010, 1844 у 2002).

## Склад
До складу сільського поселення входять:
| Населений пункт | Населення, осіб (2002) | Населення, осіб (2010) |
| --------------- | ---------------------- | ---------------------- |
| Мирне, село     | 1645                   | 1574                   |
| Скворцово, село | 199                    | 158                    |